# Sága
Nella mitologia norrena, Sága o Saga è una dèa appartenente alla schiera degli Asi, che dimora a Søkkvabekkr. Secondo alcuni studiosi, si tratterebbe di un altro nome per la dea Frigg. Il nome potrebbe significare "colei che vede" o (meno probabilmente) "annunciatrice". Viene menzionata nel Grímnismál:
en þar svalar knego

unnir yfir glymja;

þar þau Óðinn ok Sága

drekka um alla daga

glǫð or gullnom kerom.»
là dove possono gelide

acque intorno mormorare.

Là Odino e Sága

bevono tutti i giorni,

lieti, in coppe d'oro.»
(Edda poetica - Grímnismál - Discorso di Grímnir VII)
Anche Snorri Sturluson, nella sua Edda in prosa menziona questa dea quando le enumera tutte:
(Snorri Sturluson - Edda in prosa - Gylfaginning XXXV)